# Bella Hall Gauld
Bella Hall Gauld (31 décembre 1878 - 21 aout 1961) est une formatrice syndicale, une militante politique et une pianiste canadienne.
Gauld nait à Lindsay, en Ontario, et grandit sur une ferme au Manitoba. Elle obtient un diplôme d’enseignement avant d’étudier le piano en Allemagne. À son retour au Manitoba en 1905, elle travaille avec des immigrants allemands près de Brandon. À Winnipeg, en 1911, elle devient membre de l’All People’s Mission de J. S. Woodsworth, un pasteur chrétien, humaniste et, plus tard, leader de la Fédération du Commonwealth coopératif (FCC) et membre du Parlement pour Winnipeg Nord. Sur la recommandation de ce dernier, l’organisme communautaire montréalais University Settlement l’engage comme sa première administratrice en 1914.
En 1919, elle s'inscrit avec Annie Buller à la Rand School of Social Science à New York et au printemps 1920, elle rentre à Montréal pour fonder le Montreal Labour College avec elle et d'autres jeunes marxistes canadiens, dont Becky Buhay et son frère Mike. Le Labour College devient rapidement une force très influente dans la communauté progressiste de la ville et joue un rôle déterminant dans la création du Parti communiste et de la Ligue de la jeunesse communiste du Canada (LJC). Lorsque cette organisation prendra fin en 1924, Gauld aidera à créer la Ligue ouvrière féminine, qui finance des camps pour les enfants pauvres. Entre-temps, elle se joint au Workers' Party of Canada (en français : Parti des travailleurs du Canada) nouvellement formé, qui sera connu après 1924 comme le Parti communiste du Canada et assumera la présidence du bureau montréalais des Amis de l’Union soviétique de 1926 à 1939.
Dans les années 1930, Bella Hall Gauld dirige une soupe populaire et joue du piano lors de collectes de fonds de plusieurs communautés marginalisées. Au cours de la Deuxième Guerre mondiale, elle est souvent soliste dans les concerts pour la Ligue navale du Canada. Elle demeure active au sein du Parti communiste jusqu’à sa mort.